# Lamine Yamal
Lamine Yamal Nasraoui Ebana (Esplugues de Llobregat, 13. srpnja 2007.) španjolski je nogometaš koji igra na poziciji desnog krila. Trenutačno igra za Barcelonu.

## Klupska karijera
S 15 godina, 9 mjeseci i 16 dana debitirao je 29. travnja 2023. za Barcelonu zamijenivši Gavija u 83. minuti utakmice La Lige protiv Betisa koji je poražen 4:0. Time je postao peti najmlađi igrač u povijesti La Lige, kao i najmlađi igrač Barcelone u povijesti tog natjecanja, no nije oborio klupski rekord za najmlađeg igrača u klupskoj povijesti kojeg je postavio Armando Martínez Sagi 14. studenog 1920. s 14 godina i 200 dana. Te je sezone s Barcelonom osvojio La Ligu.
Prvi puta je bio dio početne postave Barcelone 20. kolovoza 2023. kada je Barcelona pobijedila Cádiz 2:0. Tada je imao 16 godina i 38 dana te je postao najmlađi igrač u klupskoj povijesti koji je bio dio početne postave kluba u La Ligi. U idućem susretu bio je proglašen igračem utakmice nakon što je dvaput bio asistent u ligaškom susretu protiv Villarreala koji je poražen 4:3. Tada, 28. kolovoza, sa 16 godina i 45 dana, postao je najmlađi asistent u povijesti La Lige. U tom mjesecu je postao igračem mjeseca La Lige do 23 godine. Utakmicom protiv Antwerpa koji je 19. rujna poražen 5:0, Yamal je sa 16 godina i 68 dana postao drugi najmlađi debitant u povijesti UEFA Lige prvaka nakon Youssoufe Moukokoua.  Dana 4. listopada, sa 16 godina i 83 dana, prvi puta je bio dio Barcelonine početne postave u UEFA Ligi prvaka i to protiv Porta koji je poražen 0:1. Time je srušio rekord za najmlađeg igrača u početnoj postavi u UEFA Ligi prvaka srušivši rekord Celestina Babayaroa iz 1994. koji je u vrijeme postavljanja rekorda bio tri dana stariji od Yamala. Sa 16 godina i 87 dana, srušio je 8. listopada rekord za najmlađeg strijelca Barcelone i La Lige i to u utakmici protiv Granade koja je završila 2:2. Dana 4. prosinca 2023. Yamal je osvojio nagradu za najmlađeg nominiranog igrača za nagradu Zlatni dečko.
Yamal je 11. siječnja 2024. sa 16 godina i 182 dana postigao pogodak u polufinalnoj utakmici Supercopa de Españe protiv Osasune koja je završila 2:0 i time postao najmlađi strijelac u povijesti natjecanja. Četrnaest dana kasnije postao je najmlađi strijelac u povijesti Copa del Reya postigavši pogodak protiv Athletic Bilbaoa od kojeg je Barcelona izgubila 4:2 u produžetcima. Yamal je prvi put u svojoj karijeri postigao dva pogotka 11. veljače kada je proglašen igračem utakmice ligaške utakmice protiv Granade koja je završila 3:3.
Dana 19. rujna 2024. Yamal je postigao svoj prvi pogodak u UEFA Ligi prvaka i to protiv Monaca od kojeg je Barcelona izgubila 2:1. Sa 17 godina i 68 dana tako je postao drugi najmlađi strijelac u povijesti natjecanja, nakon klupskog suigrača Ansua Fatija koji je 20. listopada 2020. postigao svoj prvijenac sa 17 godina i 40 dana. Sa 17 godina i 105 dana, Yamal je 26. listopada u utakmici protiv madridskog Reala koja je završila 4:0, oborio rekord Ansua Fatija za najmlađeg strijelca u povijesti El Clásica. Yamal je 2. veljače 2025. u utakmici protiv Alavésa ostvario 21 dribling čime je srušio rekord Lionela Messija iz 2007. Dana 30. travnja ostvario je svoj 100. nastup za Barcelonu te je pritom postigao pogodak u polufinalnoj utakmici UEFA Lige prvaka protiv Inter Milana koja je završila 3:3. S Barcelonom je 27. svibnja 2025. produžio ugovor do 30. lipnja 2031.

## Reprezentativna karijera
Na Europskom prvenstvu do 17 godina 2023. postigao je četiri pogotka. Španjolska je na tom natjecanja ispala u polufinalu.
Za španjolsku A selekciju debitirao je i postigao svoj prvi pogodak 8. rujna 2023. protiv Gruzije koja je izgubila utakmicu 1:7. Tada je imao 16 godina i 57 dana te je postao najmlađi debitant i strijelac u povijesti španjolske reprezentaciju. Te rekorde je dotada držao Gavi koji je imao 17 godina i 62 dana kada je debitirao, odnosno 17 godina i 304 dana kada je prvi put bio strijelac za Španjolsku. Yamal je također srušio rekord za najmlađeg strijelca u povijesti kvalifikacija za Europsko prvenstvo, koji je dotada držao Gareth Bale koji je bio strijelac sa 17 godina i 83 dana.
Dana 7. lipnja 2024. uvršten je u momčad Španjolske za Europsko prvenstvo 2024. Osam dana kasnije u utakmici protiv Hrvatske koja je završila 3:0, Yamal je s 16 godina i 338 dana postao najmlađi igrač u povijesti Europskog prvenstva srušivši rekord Kacpera Kozłowskog. Također je postao najmlađi asistent u povijesti tog natjecanja asistiravši Daniju Carvajalu za konačni rezultat. U utakmici osmine finale protiv Gruzije koja je dobivena 4:1, Yamal je ponovno bio asistent te je postao najmlađi igrač koji je igrao u nokaut fazi Europskog prvenstva pritom oborivši rekord Judea Bellinghama. Yamal je također asistirao u utakmici četvrtfinala protiv Njemačke koju je Španjolska pobijedila 2:1 u produžetcima. Time je izjednačio rekord za najboljeg španjolskog asistenta u nekom izdanju Europskog prvenstva (tri asistencije prethodno su postigli Cesc Fàbregas 2008., David Silva 2012. i Dani Olmo 2020.). Postigavši pogodak u polufinalnoj utakmici protiv Francuske koja je eliminirana 2:1, Yamal je četiri dana prije svog 17. rođendana postao najmlađi strijelac u povijesti Europskog prvenstva. Yamal je tada bio više od godinu dana mlađi od dotadašnjeg rekordera Johana Vonlanthena. Španjolska je u finalu pobijedila Englesku 2:1, a Yamal je postao najmlađi osvajač Europskog prvenstva u povijesti. Asistiravši Nicu Williamsu za prvi pogodak u finalu, Yamal je postao najmlađi igrač koji je ostvario gol ili asistenciju u finalu nekog velikog natjecanja te je s 4 asistencije izjednačio rekord za najboljeg asistenta nekog Europskog prvenstva. Imenovan je najboljim mladim igračem tog izdanja Europskog prvenstva.

## Osobni život
Otac mu je iz Maroka, a majka iz Ekvatorijalne Gvineje.

## Priznanja

### Individualna
- Najbolji mladi igrač Europskog prvenstva: 2024.[46]
- Najbolji gol Europskog prvenstva: 2024.[47]
- Igrač sezone La Lige do 23 godine: 2023./24.,[48] 2024./25.[49]
- Igrač mjeseca La Lige: rujan 2024.[50]
- Igrač mjeseca La Lige do 23 godine: kolovoz 2023.,[10] kolovoz 2024.,[51] veljača 2025.[52]
- Gol mjeseca La Lige: ožujak 2024.[53]
- Igrač mjeseca IFFHS-a: travanj 2025.[54]
- Zlatni dečko: 2024.[55]
- Trofej Kopa: 2024.[56]
- Najbolji mladi igrač IFFHS-a: 2024.[57]
- Tuttosportova nagrada za najmlađeg nominiranog igrača za nagradu Zlatni dečko u povijesti: 2023.[58]
- Globe Soccer Awards – Igrač u nastajanju: 2024. (europsko izdanje),[59] 2024. (dubaijsko izdanje)[60]
- Nagrada Laureus World Sports Awardsa za proboj godine: 2025.2025[61]
- Najbolji strijelac Europskog prvenstva do 17 godina: 2023.[62]
- Najbolji asistent Europskog prvenstva: 2024.[63]
- Član najbolje momčadi Europskog prvenstva: 2024.[64]
- Najboljih 11 FIFA-e: 2024.[65]
- Član momčadi svijeta IFFHS-a: 2024.[66]
- Član momčadi Europe IFFHS-a: 2024.[67]
- Član IFFHS-ove momčadi svijeta do 20 godina: 2024.[68]
- Član IFFHS-ove momčadi Europe do 20 godina: 2023.,[69] 2024.[70]
- Član momčadi natjecanja Europskog prvenstva do 17 godina: 2023.[71]
- Član momčadi sezone La Lige: 2024./25.[72]
- Član momčadi sezone UEFA Lige prvaka: 2024./25.[73]
- Europski mladi igrač sezone The Athletica: 2024./25.[74]
- Član momčadi sezone La Lige The Athletica: 2024./25.[75]
- Najbolji strijelac završnog turnira UEFA Lige nacija: 2024./25. (dijeljeni naslov)

### Klupska
- La Liga: 2022./23.,[76] 2024./25.[77]
- Copa del Rey: 2024./25.[78]
- Supercopa de España: 2025.[79]

### Reprezentativna
- Europsko prvenstvo: 2024.[80]
- UEFA Liga nacija (finalist): 2024./25.[81]

## Vanjske poveznice
- Lamine Yamal, La Liga
- Lamine Yamal u UEFA-inim natjecanjima (engl.)
- Lamine Yamal, WorldFootball.net
- Lamine Yamal, LaPreferente.com   (šp.)